# Moose River (Maine)
Moose River ist eine Town im Somerset County des Bundesstaates Maine in den Vereinigten Staaten. Im Jahr 2020 lebten dort 188 Einwohner in 140 Haushalten auf einer Fläche von 105,02 km².

## Geographie
Nach dem United States Census Bureau hat Moose River eine Gesamtfläche von 105,02 km², von der 103,78 km² Land sind und 1,24 km² aus Gewässern bestehen.

### Geographische Lage
Moose River liegt zentral im Somerset County. Im Süden liegt der Supply Pond und im Norden der Heald Pond. Es gibt weitere kleinere Seen auf dem Gebiet der Town. Die Oberfläche ist leicht hügelig, ohne nennenswerte Erhebungen.

### Nachbargemeinden
Alle Entfernungen sind als Luftlinien zwischen den offiziellen Koordinaten der Orte aus der Volkszählung 2010 angegeben.
- Norden und Osten: Seboomook Lake, Unorganized Territory, 47,3 km
- Südosten: Northeast Somerset, Unorganized Territory, 36,9 km
- Süden: Jackman, 10,0 km
- Westen: Dennistown, 9,7 km

### Stadtgliederung
In Moose River gibt es zwei Siedlungsgebiete: Jackman Mill und Moose River.

### Klima
Die mittlere Durchschnittstemperatur in Moose River liegt zwischen −12,2 °C (10 °F) im Januar und 18,3 °C (65 °F) im Juli. Damit ist der Ort gegenüber dem langjährigen Mittel der USA um etwa 9 Grad kühler. Die Schneefälle zwischen Oktober und Mai liegen mit bis zu zweieinhalb Metern mehr als doppelt so hoch wie die mittlere Schneehöhe in den USA; die tägliche Sonnenscheindauer liegt am unteren Rand des Wertespektrums der USA.

## Geschichte
Die Besiedlung des Gebietes startete im Jahr 1820. Nach der Vermessung wurde das Gebiet Township No. 4, Second Range North of Bingham's Kennebec Purchase (T4 R2 NBKP) bezeichnet und aus organisatorischen Gründen mehrfach als Holdentown oder Holden Plantation organisiert. Als Town wurde Moose River schließlich am 7. Oktober 1957 organisiert und benannt nach der 1859 organisierten Moose RiverPlantation, aus der die Town hervorging. Diese erhielt ihren Namen vom gleichnamigen Fluss.

### Einwohnerentwicklung
| Volkszählungsergebnisse – Town of Moose River, Maine | Volkszählungsergebnisse – Town of Moose River, Maine | Volkszählungsergebnisse – Town of Moose River, Maine | Volkszählungsergebnisse – Town of Moose River, Maine | Volkszählungsergebnisse – Town of Moose River, Maine | Volkszählungsergebnisse – Town of Moose River, Maine | Volkszählungsergebnisse – Town of Moose River, Maine | Volkszählungsergebnisse – Town of Moose River, Maine | Volkszählungsergebnisse – Town of Moose River, Maine | Volkszählungsergebnisse – Town of Moose River, Maine | Volkszählungsergebnisse – Town of Moose River, Maine |
| Jahr                                                 | 1800                                                 | 1810                                                 | 1820                                                 | 1830                                                 | 1840                                                 | 1850                                                 | 1860                                                 | 1870                                                 | 1880                                                 | 1890                                                 |
| ---------------------------------------------------- | ---------------------------------------------------- | ---------------------------------------------------- | ---------------------------------------------------- | ---------------------------------------------------- | ---------------------------------------------------- | ---------------------------------------------------- | ---------------------------------------------------- | ---------------------------------------------------- | ---------------------------------------------------- | ---------------------------------------------------- |
| Einwohner                                            |                                                      |                                                      |                                                      |                                                      |                                                      | 83                                                   | 135                                                  | 104                                                  | 102                                                  | 170                                                  |
| Jahr                                                 | 1900                                                 | 1910                                                 | 1920                                                 | 1930                                                 | 1940                                                 | 1950                                                 | 1960                                                 | 1970                                                 | 1980                                                 | 1990                                                 |
| Einwohner                                            | 239                                                  | 251                                                  | 511                                                  | 277                                                  | 216                                                  | 203                                                  | 205                                                  | 255                                                  | 252                                                  | 233                                                  |
| Jahr                                                 | 2000                                                 | 2010                                                 | 2020                                                 | 2030                                                 | 2040                                                 | 2050                                                 | 2060                                                 | 2070                                                 | 2080                                                 | 2090                                                 |
| Einwohner                                            | 219                                                  | 218                                                  | 188                                                  |                                                      |                                                      |                                                      |                                                      |                                                      |                                                      |                                                      |

## Kultur und Sehenswürdigkeiten

### Bauwerke
In Moose River wurde ein Bauwerk unter Denkmalschutz gestellt und ins National Register of Historic Places aufgenommen.
- Samuel Holden House, 1995 unter der Register-Nr. 95001459.[8]

## Wirtschaft und Infrastruktur

### Verkehr
Durch Moose River führt der U.S. Highway 201 in nordsüdlicher Richtung entlang der westlichen Grenze des Gebietes.

### Öffentliche Einrichtungen
Es gibt keine medizinischen Einrichtungen in Moose River.
Moose River besitzt keine eigene Bücherei, die nächstgelegene ist die Jackman Public Library in der Main Street im benachbarten Jackman.

### Bildung
Moose River gehört mit Jackman zur Regional School Unit 82 Msad 12.
Die Forest Hills Consolidated School in Jackman bietet Schulklassen vom Kindergarten bis zum 12. Schuljahr.